# Keïd Ensa
Keid Ensa (àrab marroquí: كيد النساء, francès: Ruses de femmes) és una pel·lícula marroquina del 1999 dirigida per Farida Benlyazid. La pel·lícula es va projectar a múltiples Festivals de cinema marroquí així com el Festival de Cinema de Beirut i el Festival Internacional de Cinema de Berlín.

## Antecedents
La pel·lícula està basada en un conte popular andalús "La fille au basilic". L'expressió àrab keid ensa significa "l'enginy de les dones" i també apareix en una obra de teatre de Federico García Lorca.
| «                  | Generacions de dones han explicat aquesta història a les seves filles. També ho vaig sentir de petita. En aquesta pel·lícula, el món de la imaginació ofereix a les dones una gran quantitat de possibilitats que solen ser suprimides per les tradicions d'una societat dominada pels homes. Hi ha un príncep com en tots els contes de fades però aquesta vegada la noia no és l'objecte del seu capritx. En canvi, utilitza la seva intel·ligència com una arma durant tota la pel·lícula i manté el control de la situació... Com que jo era lliure d'escollir el vestuari i l'escenari d'aquesta pel·lícula, tenia moltes possibilitats visuals a la meva disposició. Així mateix, els diferents personatges canvien durant el transcurs de la pel·lícula i això va permetre als actors una gran diversitat en la seva interpretació. | » |
| — Farida Benlyazid | |   |

## Argument
Lalla Aïcha és filla d'un ric comerciant. Òrfena de la seva mare, sempre ha estat mimada per la seva mainadera, Dada, que la va convertir en una jove capriciosa. Un dia, a la seva terrassa, mentre rega l'alfàbrega, coneix el fill del soldà. S'enamora a primera vista, però no pot admetre que les dones siguin tan intel·ligents com els homes. Aleshores, Lalla Aïcha es compromet a demostrar que està equivocat. Però el príncep, després de casar-se amb ella, decideix donar-li una lliçó tancant-la al seu celler durant tres anys.

## Repartiment
- Samira Akariou (Lalla Aïcha)
- Rachid El Ouali (Le prince)
- Fatma Bensaidane (Dada Mbarka)
- Abderrahim Bayga (Bilal)
- Amina Alaoui (Lalla Mina)
- Hammadi Amor (Haj Madani)
- Mohamed Razine (Haj Tahar) ;
- Amina Rachid (La Femme de Haj Tahar)
- Abdelkébir Chedati (Karkour)
- Saâdia Azgoun (Laâziza)